# 守門員 (足球)

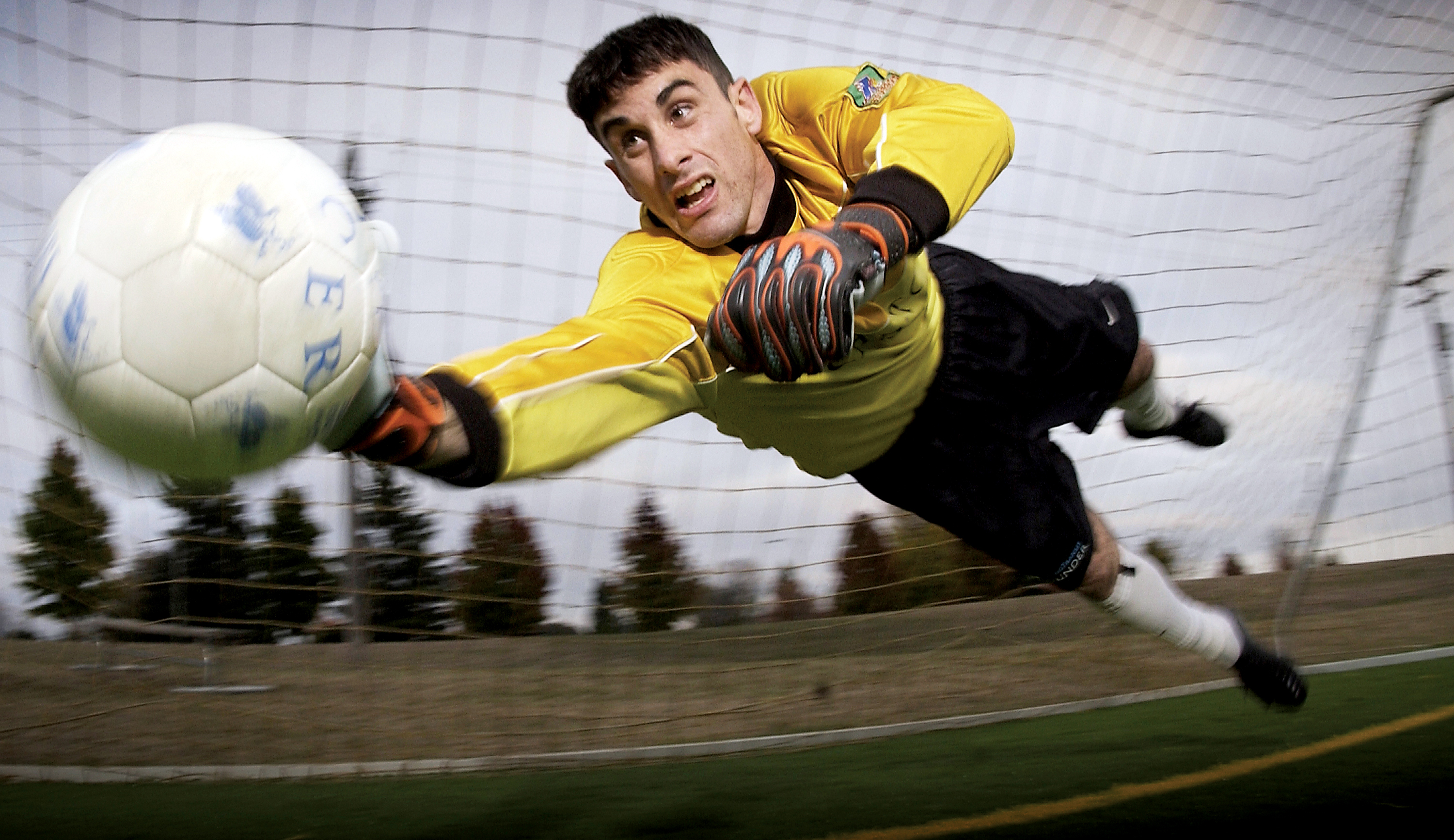
進行撲救的守門員

守門員（英語：GoalKeeper，簡稱GK），也稱門將、門衛，是足球運動中的特別球員，是唯一能在活球狀態下用手觸球的球員，但只限在己方的禁區內，否則被視為犯規，己方球員用腳回傳的球亦不可以用手接，否則會被判罰間接自由球。球衣需要與己方球員有明顯分別，守門員的職責是防止對方球員把足球射入己方球門，以防止對手得分。在比賽中，每隊同一時間只能有一位守門員上陣，如果守門員因傷無法再戰或領到紅牌而離場，必须由後備守門員或由場上另一位球員轉做守門員頂上。

## 職責

### 防守
- 撲救：守門員是球場上唯一能在活球狀態下以用手在己方禁區內觸碰足球的人，可以用手擋出對方球員的射門，防止對方球員把足球送進己方龍門。最初守門員能夠在己方半場用手觸碰足球，在1912年球例修改為禁區內。1992年國際足球協會理事會修改規則，假如己方球員用腳回傳，守門員便不能用手觸碰足球[1]，否則會被判罰間接自由球。守門員在禁區外等同一般球員，如果守門員在禁區外用手觸碰足球，會被判手球犯規，視情況可被罰黃牌警告或紅牌離場。
- 指揮防守：守門員會負責指揮防守球員的站位，以便進行撲救或解圍。在處理直接自由球及角球時，守門員更會指示球員的站位及人牆位置（甚至還需要有人臥躺在地），確保對方不會輕易進球。
- 開球：守門員負責開球及處理位於較後方的自由球。
- 阻止傳中：守門員會救出或打出部分對方球員的傳中，以免被對方以頭球攻破大門。

守門員必须身手敏捷、反應迅速、有判斷力及有良好的撲救技術。此外，彈跳力和高大的身材也是一個優勢，以免出現死角位置，而身高不足的守員門亦難以在頂級聯賽立足，甚至被淘汰。在現今足球中，由於清道夫一職已幾乎消失，部分教練會要求守门員兼任清道夫一職。
由于守门员时常需要作出倒地扑救等动作，规则对于守门员有专门保护。攻方球员在禁区内冲撞或干扰对方守门员属于进攻犯规，防守方将会获得间接任意球。如果动作有恶意，裁判可以黄牌警告或红牌罰下。

### 進攻
因为弃守空门显然十分危险，守门员通常不会前压参与进攻。最常见的对进攻的贡献，来自防守成功后迅速手抛或者起脚向前传球以策动本方的快速反击。現代主流的Tiki-taka中，還需要守門員參與後場傳導組織進攻。
偶尔可见本方获得前场定位球时守门员要求主罚的情况。
如果在关键比赛最后时刻本方落后一球（或者急需聯賽積分）守门员有可能在補時階段的最後時刻，於定位球進攻中孤注一掷弃门而出参与进攻，以求增加进攻兵力。
最著名的進攻守門員是墨西哥和哥倫比亞的「瘋子」豪爾赫·坎波斯和，時常跑出禁區，亦曾處理自由球進球，亦有不少奇怪的撲救，然而有勒內·伊基塔一次玩火自焚，在1990年世界盃中跑出禁區被對方球員搶球後直接空門進球，結果哥倫比亞輸給喀麥隆在十六強出局。一些守門員擅長處理任意球或點球，例如在生涯中打進32球，然而在2004年4月17日客場與沙爾克04的德甲聯賽中，他在射進點球後因忙著與隊友慶祝，卻在回到本方球門時發現球已經在網內：沙爾克04球員在快速開球後在中圈直接射門命中。一些守門員的進球是無意的，例如在11/12英超賽季中大腳解圍，對方門將站位失誤而意外進球，使他成為英超第4名進球的門將。

## 裝備
國際足球協會理事會的足球比賽規則規定，守門員的球衣必須與其他球员有所区别。一些守門員有自己特殊的球衣，被稱為「黑蜘蛛」的蘇聯藉球員列夫·雅辛因他穿著全黑球衣，豪爾赫·坎波斯穿上色彩繽紛的球衣。「1」號球衣是多數守門員的專用號碼，此號碼大部分屬於守門員。守門員會戴上手套以便接球，及減少雙手受傷機會。一些守門員會載上頭套保護保頭部，例如因一次嚴重受傷而要戴上頭套；和米格爾·卡萊罗會載上棒球帽以保護雙眼免受陽光影響。

## 球員轉會
球隊中通常會有三名守門員，然而只有一人能佔據正選一職，其餘的只能當後備或觀眾，只能在主力守門員受傷或表現不穩，或在不重要的比賽中才有上陣機會，因此後備門將的轉會或外借的情況會比一般球員高，以求上陣機會。守門員的身價並不高，通常數百萬英鎊便成交，即使守門員身價最高的7,160萬英鎊，與世界紀錄的1.98億英鎊仍有很大距離。

### 身價紀錄
目前身價最高的守門員是，在2018年由毕尔巴以約7,160萬英鎊轉會至。
| 排名 | 球員名稱          | 原屬球會     | 轉會球會   | 轉會費 (£百萬) | 轉會費 (€百萬) | 年份   |
| ---- | ----------------- | ------------ | ---------- | -------------- | -------------- | ------ |
| 1    | 西班牙            | 毕尔巴       | 英格兰     | £71.6          | €83.3          | 2018年 |
| 2    | [ 6 ] [ 7 ]       | 帕爾馬       | 義大利     | £33            | €54.2          | 2001年 |
| 3    | 德国              | 德国         | 拜仁慕尼黑 | £19            | €24            | 2011年 |
| 4    | [ 8 ]             | 馬德里體育會 | 曼聯       | £18            | €22            | 2011年 |
| 5    | [ 7 ] [ 9 ]       | 國際米蘭     | 義大利     | £15.7          | €17.8          | 2000年 |
| 6    | 費爾南多·穆斯萊拉 | 義大利       | 加拉塔沙雷 | £9.93          | €11.75         | 2011年 |
| 7    | 萨米尔·汉达诺维奇 | 烏甸尼斯     | 國際米蘭   | £9             | €11.00         | 2012年 |
| 8    | 西蒙·米尼奥莱特   | 新特蘭       | 利物浦     | £9             | €10.5          | 2013年 |
| 9    | 蘇格蘭            | 赫斯         | 新特蘭     | £9             | €10.2          | 2007年 |
| 10   | 比利时            | 亨克         | 英格兰     | £7.8           | €8.8           | 2011年 |
| 10   | 法國              | 摩納哥       | 曼聯       | £7.8           | €8.8           | 2000年 |
| 10   | 雨果·洛里斯       | 里昂         | 熱刺       | £7.8           | €8.8           | 2012年 |

## 著名守門員
20世纪最佳门将（国际足球历史和统计联合会）
1. 列夫·雅辛
2. 戈登·班克斯
3. 迪諾·佐夫
4. 約瑟夫·迈耶尔
5. Ricardo Zamora (España)萨莫拉
6. José Luis Chilavert (Paraguay) 奇拉维特
7. Peter Schmeichel (Danmark) 舒梅切尔
8. Peter Shilton (England) 希尔顿
9. František Plánička (Československo)
10. Amadeo Raúl Carrizo (Argentina)卡里索
11. Gilmar dos Santos Neves (Brasil) 吉马尔
12. Ladislao Mazurkiewicz (Uruguay)
13. Patrick Jennings (Northern Ireland)
14. Ubaldo Matildo Fillol (Argentina) 菲洛尔
15. Antonio Carbajal (México)
16. Jean-Marie Pfaff (Belgique) 普法夫
17. Rinat Dasaev (Soviet Union) 达萨耶夫
18. 格罗希奇·久洛 (Magyarország)
19. Thomas Ravelli (Sverige)
20. Walter Zenga (Italia) 曾加
21. Vladimir Beara (Jugoslavija)
22. Michel Preud‘homme (Belgique)
23. Harald Schumacher (Deutschland) 舒马赫
24. Rudolf Hiden (Österreich)
25. Ivo Viktor (Československo)
26. Frank Victor Swift (England)
27. Hugo Orlando Gatti (Argentina)
28. Jorge Campos (México) 坎波斯
29. Edwin van der Sar (Nederland) 范德萨
30. Roque Gaston Máspoli (Uruguay)

### 21世紀最佳門將
國際足球歷史和統計聯合會選出以下球員為21世紀（2001-2011）最佳門將：
1. (199)
2. (197)
3. (154)
4. (116)
5. (99)
6. 迪達 (90)
7. (82)
8. (76)
9. (72)
10. (68)
11. (55)
12. (54)
13. (53)
14. (52)
15. (47)
16. (42)
17. (36)
18. (36)
19. (35)
20. 胡斯托·比利亚尔 (34)

### 年度最佳門將
國際足球歷史和統計聯合會自1986年起選出年度最佳門將：
| - 1987 – 讓-馬里·普法夫 - 1988 – 列纳特·达萨耶夫 - 1989 – 沃爾特·曾加 - 1990 – 沃爾特·曾加 - 1991 – 沃爾特·曾加 - 1992 – - 1993 – - 1994 – 米歇爾·普呂多姆 - 1995 – - 1996 – 安德列斯·科普克 | - 1997 – - 1998 – - 1999 – - 2000 – - 2001 – - 2002 – - 2003 – - 2004 – - 2005 – - 2006 – | - 2007 – - 2008 – - 2009 – - 2010 – - 2011 – - 2012 – - 2013 – - 2014 – - 2015 – - 2016 – |

### 國際足聯最佳門將（從2017年起國際足聯接替IFFHS直接授予）
2017年 布馮（意大利）
2018年  库尔图瓦（比利时）
2019年  阿利松（巴西）